# Boudewijnbrug (Antwerpen)
De Boudewijnbrug is een brug in het Antwerpse havengebied op de rechteroever van de Schelde. De brug ligt over het zuidoostelijk hoofd van de Boudewijnsluis, de toegang naar de haven.
Er loopt ook een enkelsporige spoorlijn over de brug (spoorlijn 221), maar die loopt nu na de Boudewijnbrug dood. Als deze brug openstaat voor het scheepvaartverkeer, kan het wegverkeer de sluis nog steeds passeren langs de Meestoofbrug aan het andere hoofd van de sluis, maar treinen kunnen dat niet meer.

## Vervanging brug
De Boudewijnbrug was een basculebrug van het Strausstype. Omdat de staalstructuur op het einde van zijn levensduur gekomen was, werd in 2019 beslist om de oude brug te vervangen door een rolbasculebrug. De oude brug werd om veiligheidsredenen einde november 2019 volledig buiten dienst gesteld en in juni 2020 afgebroken. De opening van de nieuwe brug werd voorzien in het najaar van 2021. De werken werden voor circa 29 miljoen uitbesteed aan de Belgische Jan De Nul Group. De Belgische aannemer en de Spaanse onderaannemer voor de bouw van de staalconstructie kwamen tot een juridisch geschil met de Vlaamse overheid, anno 2025 nog steeds lopende voor de Rechtbank van eerste aanleg in Antwerpen, waardoor de werken voor onbepaalde tijd vertraagd zijn. Opmerkelijk is dat de nieuwe brug toch rails krijgt, terwijl de spoorlijn verderop verdwenen is.
Albertbrug · Asiabrug · Berendrechtbrug · Boudewijnbrug · Droogdokbrug · Farnesebrug · Frederik Hendrikbrug · Kattendijkbrug · Kempischebrug · Kruisschansbrug · Lefèbvrebrug · Lillobrug · Londenbrug · Luikbrug · Meestoofbrug · Melselebrug · Mexicobrug · Nassaubrug · Noorderlaanbrug · Noordkasteelbrug · Noordlandbrug · Oosterweelbrug · Oudendijkbrug · Petroleumbrug · Royersbrug · Siberiabrug · Straatsburgbrug · Van Cauwelaertbrug · Willembrug · Wilmarsdonkbrug · Zandvlietbrug · Ophaalbrug Merksem Groot Dok · Ophaalbrug Merksem Klein Dok